# Antonín Prachař

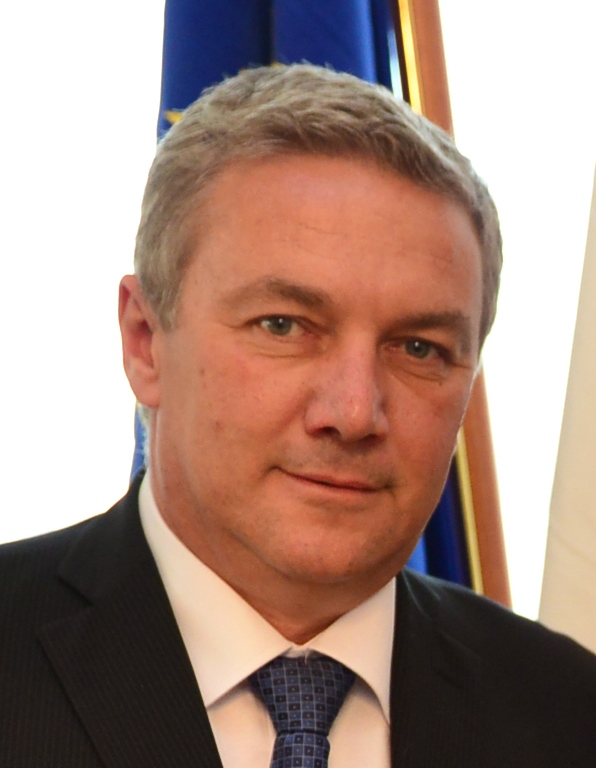
Antonín Prachař, 2014

Antonín Prachař (* 14. Dezember 1962 in Uherské Hradiště) ist ein tschechischer Politiker und Verkehrsexperte. Er war Vizepräsident der Vereinigung der Automobilspediteure (ČESMAD) und von 29. Januar 2014 bis zu seinem Rücktritt am 12. November 2014 (angenommen am 13. November 2014) Minister für Verkehr in der Regierung Bohuslav Sobotka. Sein Nachfolger wurde Dan Ťok. Er ist ein Mitglied der Partei ANO 2011.